# Anatella clavata
Anatella clavata är en tvåvingeart som beskrevs av Ostroverkhova 1979. Anatella clavata ingår i släktet Anatella och familjen svampmyggor. Inga underarter finns listade i Catalogue of Life.